# Свінґ (удар)
Свінґ (англ. swing; імен. — «гойдання», «розмах»; дієсл. — «махати», «розмахувати») — це вид удару рукою, що належить до основних елементів ударної техніки таких бойових мистецтв, як бокс, кікбоксинг, тайський бокс та інших. Свінг — це довгий фланговий, боковий удар, що виконується і ближньою, і дальньою відносно суперника рукою. Техніка виконання: рука, зігнута в лікті, викидається по дузі в ціль; в процесі завдання удару корпус повертається паралельно вектору удару і вниз, зміщуючи центр ваги на бік, протилежний руці, якою наноситься удар; в мить удару кулак тримається в горизонтальному або вертикальному положенні (основа великого пальця направлена вниз або вгору). Свінг наноситься в корпус (тулуб) і в голову, використовується в основному як контрудар (залежно від дистанції) і рідше — як поодинчий атакувальний.

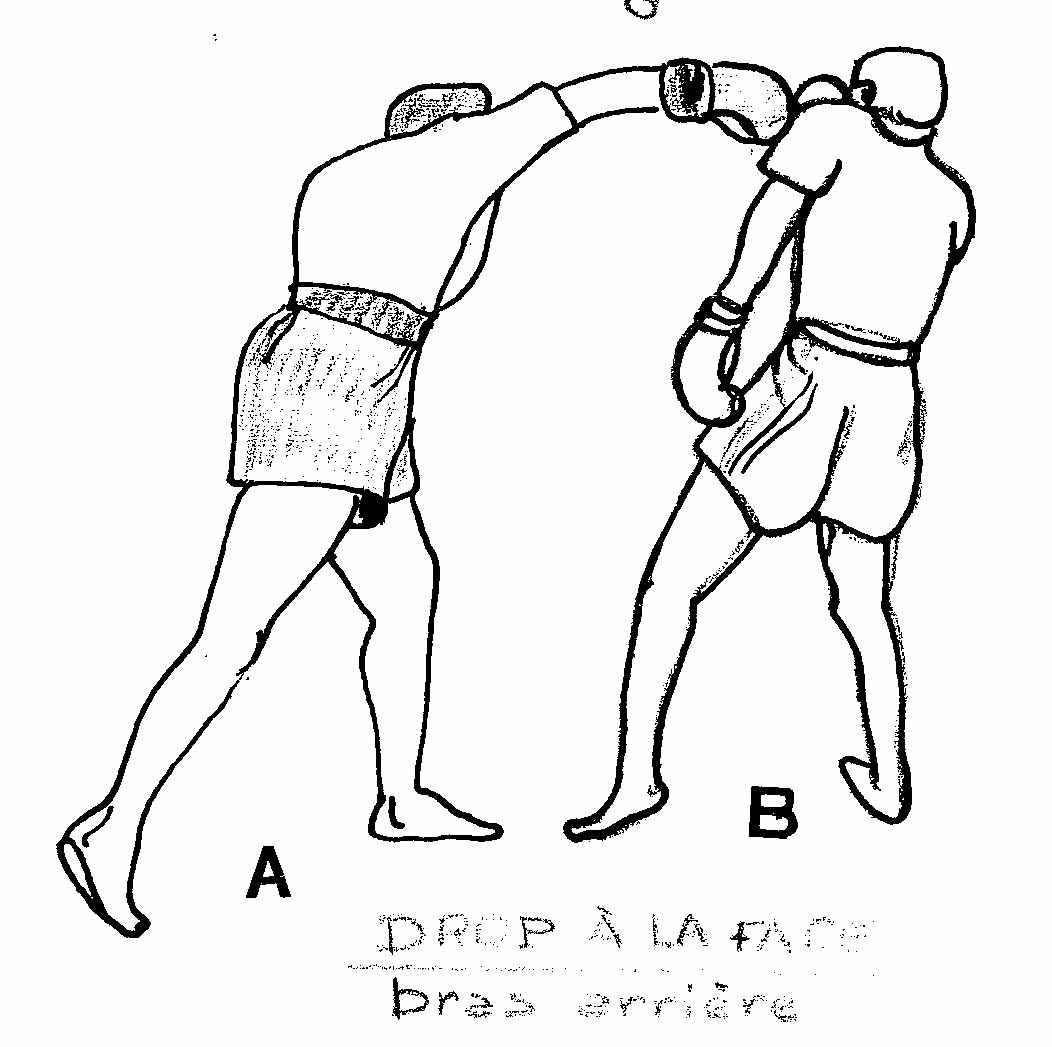
Свінг в атаці
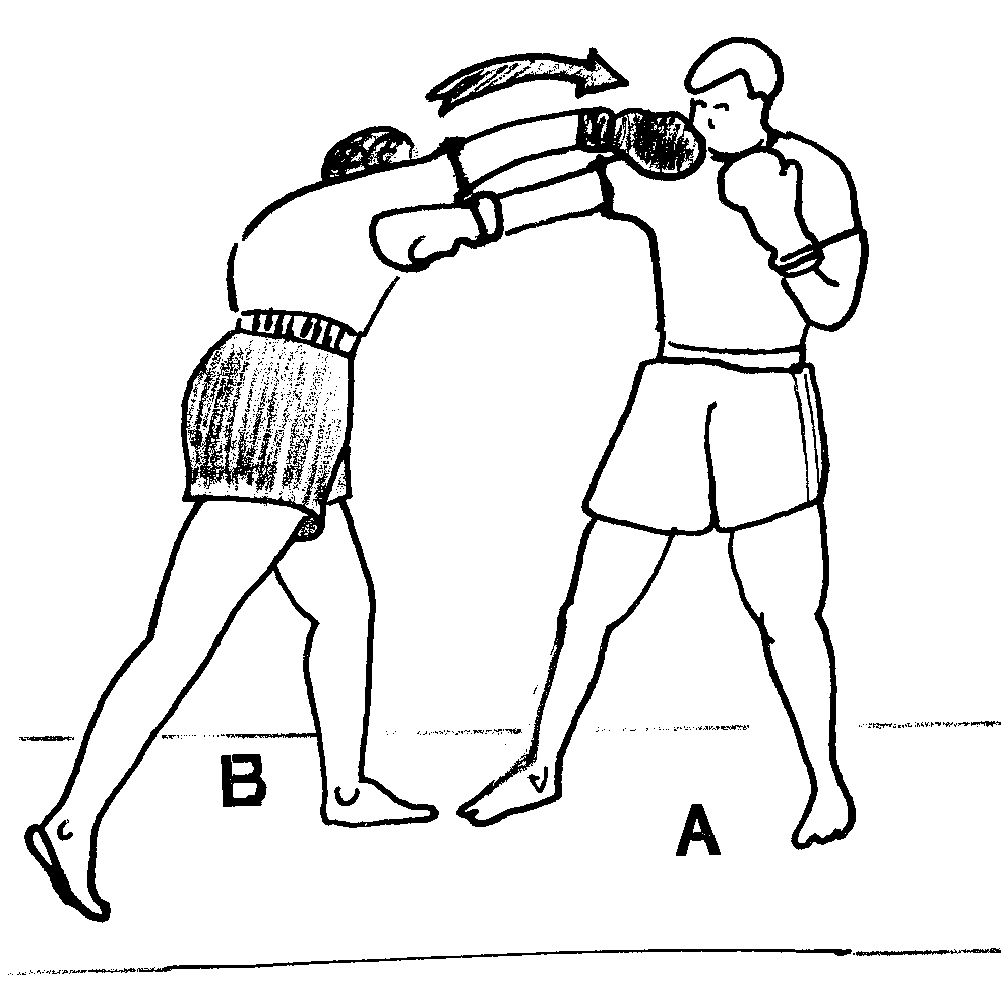
Свінг як контрудар

Свінг належить до числа найсильніших, нокаутуючих ударів, завдяки використанню моменту сили. Не зважаючи на це, в класичних ударних видах спорту використовується рідко, оскільки потребує тривалого замаху і легко помічається суперником. Особливо поширеним свінг залишається в змішаних бойових мистецтвах, завдяки специфіці комбінування технік. Назва «свінг» є широко поширеною і прийнятою для позначення такого виду ударів, але в конкретних традиційних бойових мистецтвах він може мати свої назви.